# Orde van Tuanku Ja'afar
De Meest Lovenswaardige Orde van Tuanku Ja'afar of "Darjah Sri Paduka Tuanku Ja'afar Yang Amat Terpuji" werd op 18 juli 1984 door Tuanku Ja'afar, gekozen vorst van Negeri Sembilan, ingesteld. De onderscheiding kent twee graden, de Dato Sri Utama die de letters SPTJ achter de naam voert en de Dato  met de letters DPTJ en wordt voor verdienste verleend. 
Het lint is donkerrood met een saffraankleurige bies. Het daaraan gedragen kleinood is een negenpuntige ster met in het midden een gouden medaillon met het wapenschild van de federatie van Negeri Sembilan.
Het kleinood aan de keten is van een afwijkend model. Het medaillon is goudkleurig en toont het helmteken. De keten heeft zestien ronde wit met gouden schakels.

De leden van de orde dragen een gouden ster met het helmteken van het federatiewapen op de linkerborst en de letters "DK" achter hun naam.